# Clara Lima
Ana Clara Silva de Lima (Belo Horizonte, 13 de julho de 1999), mais conhecida como Clara Lima, é uma cantora, compositora e atriz brasileira. Considerada uma das expoentes do rap nacional, a cantora ficou conhecida após vencer uma série de batalhas de rima, entre 2014 e 2016, e fazer sucesso com o conjunto DV tribo.

## Carreira

### 2016 - 2017: Início e DV Tribo
Após se destacar na cena do hip hop em Minas Gerais ao chegar na final do Duelo Nacional de MCs, Clara Lima passou a integrar o DV Tribo, grupo formado por expoentes do rap mineiro. Ao lado de Djonga, FBC, Hot e Oreia, a rapper explodiu com seu verso no single Diáspora, produzida pelo canal Rap Box, que possui mais de 8 milhões de visualizações no YouTube. Outras canções de destaque do grupo são: Dversos, Finanças e Só Força.
2017: Transgressão e Poetas no Topo
Composto por seis músicas autorais, Transgressão foi o primeiro EP solo de Clara Lima, produzido pelo selo Ceia. Nas letras, Clara coloca de maneira bastante explícita as experiências pessoais e a realidade da comunidade Ribeiro de Abreu. As músicas trazem um resgate do rap old school para lidar com temas periféricos, como criminalidade. O projeto contou com as participações de Djonga, em Vida luxo, e FBC, em Selva.
Também neste ano, a rapper participou do projeto Poetas no Topo 3.1, da PineappleStormTV. Além de Clara, a cypher contou com as participações de Rincon Sapiência, Drik Barbosa, Don L, Luccas Carlos, entre outros, e soma mais de 9 milhões de visualizações no YouTube.

### 2019: Selfie[3]
Produzido por Gee Rocha e Go Dassisti, o EP traz um amadurecimento nas rimas de Clara Lima e relata, de forma genuína, as vivências, amores e sonhos da artista. Nas letras, Clara coloca, de maneira bastante explícita, as experiências pessoais e o amadurecimento desde o lançamento do seu primeiro EP, Transgressão, em 2017.
Na faixa de estreia, Caminhos, a rapper canta: “Provar pro mundo que a falta do pouco me fez querer tudo pra tá nesse lugar”. O projeto conta com oito faixas, com destaque para Pássaros, com a participação de MC Guimê, e Tudo muda, com Chris MC, que possui mais de 1,3 milhão de reproduções no Spotify.
O álbum veio acompanhado de um documentário lançado no YouTube. Através dos relatos dos familiares e amigos, o projeto audiovisual faz uma visita ao passado da artista, mostrando sua infância na Zona Norte de BH, passando pelo início nas batalhas de rima, até o lançamento de Selfie.

### 2021: Só Sei Falar de Amor[4]
Terceiro EP da carreira da artista, Só Sei Falar de Amor mostra o lado íntimo de Clara nas músicas. Destacando a importância de se valorizar todas as formas de amor, a cantora construiu o projeto formado por cinco faixas. O trabalho conta com a participação de Luccas Carlos, em Amor e Paz, DonCesão, em Só Por uma Noite, e Duquesa, em Seu Lugar. A parte visual do disco foi assinada pela fotógrafa Beatriz Galvão.
Ainda neste ano, Clarinha, como era conhecida nas batalhas de BH, teve sua trajetória no rap reconhecida ao ser convidada para ser uma das juradas da final do Red Bull FrancaMente. O evento é a versão nacional da principal competição de batalha de rimas do mundo e reuniu MCs e entusiastas do Brasil inteiro.

### 2021: Dip Muzic
Após encerrar sua parceria com a Ceia, Clara Lima deu início a uma nova fase da carreira em 2021 e assinou com a Dip Muzic, produtora paulista que já trabalhou com nomes como Sant e o grupo PrimeiraMente. Porém, a história da rapper com o Dip Muzic se iniciou um ano antes, quando a cantora foi convidada para o primeiro lançamento do selo: Nascer, single realizado em parceria com Lucas Gali e NP Vocal.

### 2022: Som Que Vem da Alma (SQVDA)
Misturando elementos da MPB com o rap, Clara iniciou 2022 com o projeto Som Que Vem da Alma. O EP, que tem cinco faixas, conta com estética musical orgânica, por meio da produção musical de Teo Guedx. Nas músicas, Clara Lima traz mensagens de positividade para seus fãs, evidenciando um novo momento em sua carreira. Todas as faixas vieram acompanhadas de videoclipes que ressaltam a vibe alto astral do EP. Entre as canções, se destacam Trânsito da Cidade e Vai Brilhar, música que fecha o projeto e conta com a participação da artista Juyè.